# Ронда Раузи
Ронда Джийн Раузи (на английски: Ronda Jean Rousey) е бивша американска спортистка – боец по смесени бойни изкуства, джудистка и кечистка, и настояща киноактриса.
Тя е първият шампион в категория „петел“ на най-голямата ММА организация в света – UFC. От 2011 г. до днес има 12 поредни победи и единствена загуба от нокаут. На олимпийските игри в Пекин през 2008 година печели бронзов медал в женското джудо до 70 килограма.
Тя е сред най-известните ММА бойци в световен мащаб.
Освен като спортистка, Ронда се изявява и като актриса с роли във филмите „Непобедимите 3“ (2014), „Бързи и яростни 7“ (2015) и „Антураж“ (2015).
Майка ѝ e американската джудистка Ан-Мария де Марс, която печели златен медал по джудо на световното първенство във Виена през 1984 г.
След 2 тежки загуби на ММА ринга Раузи прекратява кариерата си и се пробва като актриса и кечистка, като дебютира в „КечМания 34“ през 2018 г.

## Филми
| Година | Заглавие       | Оригинално заглавие | Роля     | Бележки |
| ------ | -------------- | ------------------- | -------- | ------- |
| 2014   | Непобедимите 3 | The Expendables 3   | Луна Мая |         |